# Pristimantis scolodiscus
Pristimantis scolodiscus es una especie de anfibio anuro de la familia Craugastoridae.

## Distribución
Esta especie habita entre los 1 200 y 1 780 m sobre el nivel del mar en la Cordillera Occidental;
- en Ecuador en las provincias de Carchi y Esmeraldas;
- en Colombia en el departamento de Nariño.[4]

## Descripción
Los machos miden de 17.9 a 20.4 mm y las hembras de 20.1 a 22.3 mm.

## Publicación original
- Lynch & Burrowes, 1990 : The frogs of the genus Eleutherodactylus (family Leptodactylidae) at the La Planada Reserve in southwestern Colombia with descriptions of eight new species. Occasional Papers of the Museum of Natural History University of Kansas, n.º 136, p. 1-31[5]